# Jolanta
Jolanta, Op.69, (rus. Иоланта) je lirska opera u jednom činu Petra Iljiča Čajkovskog. Autor libreta je skladateljev brat Modest Čajkovski koji ga je napisao prema danskom komadu Henrika Hertza Kćer kralja Renéa, romantiziranom prikazu života Jolande de Bar. Opera je doživjela praizvedbu 18. prosinca 1892. godine u Sankt Peterburgu.

## Nastanak
Nakon dovršetka Pikove dame, Čajkovski se pribojavao da je izgubio inspiraciju. Započeo je rad na Jolanti od završnog dueta u lipnju 1891. i završio kompoziciju i orkestraciju do studenog. Publika je dobro primila operu, premda Čajkovski nije bio zadovoljan, misleći da se ponavljao u idejama.

## Povijest izvedbe
Premijera se dogodila 18. prosinca 1892. u Marijinskom teatru u Sankt Peterburgu. Dirigent je bio Eduard Nápravník, a scenograf Mihail Iljič Bočarov. Premijera opere je izvedena u istoj večeri kad i posljednji baletom Čajkovskoga, Orašar.
Prva izvedba izvan Rusije bila je u Hamburgu, 3. siječnja 1893, a dirigirao je Gustav Mahler. Mahler je bio dirigent i na bečkoj premijeri 22. ožujka 1900. godine. U New Yorku je postavljena 1997. i 2011. godine u Dicapo Operi. Prvi puta je izvedena u Metropolitan operi 29. siječnja 2015. godine, s Annom Netrebko u naslovnoj ulozi.
Ne postoji mnogo snimaka ove opere koja je popularna u Rusiji, ali se na Zapadu otkriva tek u posljednjih nekoliko godina, doprinosom i ruske sopranistice Anne Netrebko koja ju je počela pjevati u koncertnoj i uprizorenoj verziji.

## Uloge
| Uloga | Glas        | Premijera u Sankt Peterburgu, 18. prosinca 1892. (Dirigent: Eduard Nápravník) |
| --- | ----------- | ----------------------------------------------------------------------------- |
| René, kralj Provanse                                                                                             | bas         | Konstantin Serebrjakov                                                        |
| Robert, vojvoda Burgundije                                                                                       | bariton     | Leonid Jakovlev                                                               |
| Grof Vaudémont, burgundski vitez                                                                                 | Tenor       | Nikolaj Figner                                                                |
| Ibn-Hakia, maurski liječnik                                                                                      | bariton     | Arkadij Černov                                                                |
| Alméric, štitonoša kralja Renéa                                                                                  | tenor       | Vasilij Karelin                                                               |
| Bertrand, čuvar zamka                                                                                            | bas         | Yalmar Frei                                                                   |
| Jolanta, slijepa kći kralja Renéa                                                                                | sopran      | Medea Mei-Figner                                                              |
| Marta, Bertrandova supruga, Jolantina dadilja                                                                    | alt         | Marija Kamenskaja                                                             |
| Brigitta, Jolantina prijateljica                                                                                 | sopran      | Aleksandra Runge                                                              |
| Laura, Jolantina prijateljica                                                                                    | mezzosopran | Mariya Dolina                                                                 |
| Zbor, nijeme uloge: Jolantine služavke i prijateljice, kraljeva svita, regimenta vojvode od Burgundije, oružnici |             |                                                                               |

## Sinopsis
Vrijeme: 15. stoljeće
Mjesto: brda južne Francuske

### Prizor prvi
Princeza Jolanta je slijepa od rođenja, ali od nje skrivaju i da je slijepa i da je princeza. Živi u prekrasnom zatvorenom vrtu na kraljevom imanju, podalje od svijeta, pod skrbi Bertranda i Marthe. Njene služavke joj donose cvijeće i pjevaju s njom. Jolanta je tužna, neodređeno osjeća da propušta nešto bitno, nešto što je drugima dostupno. Njezin otac, kralj René zabranjuje svima da joj otkriju istinu o njenoj sljepoći. Zaručena je od rođenja za vojvodu Roberta koji također ne zna ništa o ovome.

### Prizor drugi
Alméric najavljuje dolazak kralja, ali ga Bertrand upozorava da ne spominje svjetlost pred Jolantom, niti da joj otkrije da joj je otac kralj. Kralj stiže s Ibn-Hakijom, znamenitim maurskim liječnikom koji objavljuje da se Jolantu može izliječiti, ali će lijek djelovati samo ako ona bude psihološki spremna na to, što znači da joj moraju reći da je slijepa. Ibn-Hakija pjeva monolog "Dva svijeta" kojim objašnjava međuovisnost duha i tijela. Kralj odbija takvo liječenje, strahujući kako bi se Jolanta nosila sa spoznajom o sljepoći ako liječenje ne bi bilo uspješno.

### Prizor treći
Robert stiže sa svojim prijateljem grofom Vaudémontom. Robert priča Vaudémontu kako bi želio izbjeći obvezu ženidbe jer se zaljubio u groficu Matildu. Pjeva o svojoj ljubavi u ariji "Tko se može usporediti s mojom Matildom". Vaudémont nalazi prolaz u skrivenu Jolantinu baštu, ne obazirući se na znak koji zabranjuje ulazak pod prijetnjom smrću. Opazi usnulu Jolantu i smjesta se zaljubi, bez da zna tko je ona. Robert, zapanjen naglim emocijama svog prijatelja, smatra da je Jolanta čarobnica koja je začarala Vaudémonta. Traži od Vaudémonta da odu, ali je ovaj opčinjen. Robert odlazi kako bi doveo vojnike za zaštitu Vaudémonta. Jolanta se budi, Vaudémont od je traži crvenu ružu za uspomenu i otkriva da je ona slijepa. On joj objašnjava što su to svjetlost i boje i njih dvoje se zaljubljuju.

### Prizor četvrti
Kralj ih tako zatječe. Vaudémont izjavljuje ljubav za Jolantu, bez obzira na njenu sljepoću. Ibn-Hakija govori kralju da bi njegovo liječenje moglo uspjeti, sada kada Jolanta zna da je slijepa. Jolanta ne razumije koncept vida i nije sigurna želi li se uopće podvrgnuti tretmanu. Ibn-Hakija kaže da bez snage volje liječenje ne može uspjeti.
Vaudémont kralju priznaje da je vidio zabranu ulaska i kralj mu prijeti smaknućem, jer je Jolanti otkrio istinu. Kralj govori svojoj kćerki da će Vaudémont umrijeti ako joj liječnik ne povrati vid. Jolanta je užasnuta i pristaje na liječenje. Ibn-Hakija i Jolanta se povlače, kralj Vaudémontu objašnjava da je blefirao kako bi motivirao Jolantu. Robert se vraća s vojskom. Priznaje kralju da se zaljubio u drugu ženu, ali da je spreman ispuniti svoju obvezu dogovorene ženidbe. Kralj poništava dogovor i daje Jolantu Vaudémontu. Ibn-Hakija se vraća s Jolantom. Jolanta je progledala. Isprva zbunjena prizorom oko sebe, na kraju pjeva o čarobnom novom svijetu koji se otvorio pred njom. Svi slave.

## Diskografija
Audio
- 1977, Tamara Sorokina (Jolanta), Jevgenij Nesterenko (René), Juri Mazurok (Robert), Vladimir Atlantov (Vaudémont), Vladimir Valaitis (Ibn-Hakia), Alexander Arkhipov (Alméric), Valerij Jaroslavcev (Bertrand), Nina Grigorjeva (Martha), Clara Kadinskaja (Brigitta), Larisa Nikitina (Laura). Solisti, zbor i orkestar Boljšoj teatra, Mark Ermler. Melodiya.
- 1984, Galina Višnevskaja (Jolanta), Nicolai Gedda (Vaudémont), Walton Gronroos (Robert), Tom Krause (Ibn-Hakia), Dimiter Petkov (René), James Anderson (Alméric), Fernand Dumont (Bertrand), Viorica Cortez (Martha), Tania Gedda (Brigitta). Groupe Vocal de France & Orchestre de Paris, Mstislav Rostropovich
- 1994, Galina Gorčakova, Sergej Aleksaškin, Gegam Grigorian, Dmitri Hvorostovski. Dirigent Valerij Gergiev, Kirov teatar (Marijinski teatar). Philips.
- 1996, Tatjana Vorjdova (Jolanta), Aleksei Levitski (René), Vasilij Gorškov (Vaudémont), Vladimir Prudnik (Ibn-Hakia), Sergej Nikitin (Robert), Tatjana Gorbunova (Martha) Orkestar državne opere Novosibirska, Aleksej Ludmilin. Brilliant Classics.
- 2002, Olga Mykytenko (Jolanta), Benno Schollum (René), Piotr Beczała (Vaudémont), Vladimir Krassov (Ibn-Hakia), Andrej Grigorjev (Robert), Roman Muravicki (Almeric), Nikolaj Didenko (Bertrand), Nina Romanova (Martha), Bella Kabanova (Brigitte) The Moscow Chamber Choir, Simfonijski orkestar moskovskog radija Čajkovski, Vladimir Fedosejev. RELIEF.
- 2015, Anna Netrebko (Jolanta), Vitalij Kowaljow (René), Sergej Skorokhodov (Vaudémont), Lucas Meachem (Ibn-Hakia), Aleksej Markov (Robert), Junho You (Almeric), Luka Debevec Mayer (Bertrand), Monika Bohinec (Martha), Theresa Plut (Brigitte) Slovenski komorni zbor, Slovenski filharmonijski orkestar, Emmanuel Villaume. Deutsche Grammophon.

Video
- 1963, Galina Oleiničenko, Ivan Petrov, Boljšoj. Boris Kaikin
- 1982, Galina Kalinina, Artur Eisen. VAI.
- 2012, Ekaterina Šerbačenko, Pavel Cernoč. Teatro Real de Madrid. Teodor Currentzis[4]
- 2012, dvorac Mihajlovski, Sankt Peterburg, Rusija, 19. srpnja 2012.

## Vanjske poveznice
- Program  Arhivirana inačica izvorne stranice od 13. veljače 2015. (Wayback Machine), Metropolitan Opera, 2015.
- Jolanta na stranici Tchaikovsky Research[neaktivna poveznica]
- Boljšoj teatar: Jolanta (na engleskom)
- ruski libreto u španjolskom prijevodu
- Duet Jolante i Vaudémonta  Arhivirana inačica izvorne stranice od 15. svibnja 2015. (Wayback Machine), Anna Netrebko, Piotr Beczała, Metropolitan Opera, 2015.